# كوماموناسية جيانغدوينية
كوماموناسية جيانغدوينية (الاسم العلمي: Comamonas jiangduensis) هي نوع من البكتيريا، سلبية الغرام، تتبع جنس الكوماموناسية.